# Старк-Сіті (Міссурі)
Старк-Сіті (англ. Stark City) — селище (англ. village) в США, в окрузі Ньютон штату Міссурі. Населення — 125 осіб (2020).

## Географія
Старк-Сіті розташований за координатами 36°51′45″ пн. ш. 94°11′11″ зх. д. / 36.86250° пн. ш. 94.18639° зх. д. (36.862587, -94.186432).  За даними Бюро перепису населення США в 2010 році селище мало площу 0,81 км², уся площа — суходіл.

## Демографія
Згідно з переписом 2010 року, у місті мешкало 139 осіб у 60 домогосподарствах у складі 39 родин. Густота населення становила 171 особа/км².  Було 72 помешкання (89/км²).
Расовий склад населення:
| - 87,8 % — білих - 1,4 % — корінних американців - 1,4 % — чорних або афроамериканців - 1,4 % — азіатів - 2,2 % — осіб інших рас |

До двох чи більше рас належало 5,8 %. Частка іспаномовних становила 2,2 % від усіх жителів.
За віковим діапазоном населення розподілялося таким чином: 18,7 % — особи молодші 18 років, 61,2 % — особи у віці 18—64 років, 20,1 % — особи у віці 65 років та старші. Медіана віку мешканця становила 42,6 року. На 100 осіб жіночої статі у місті припадало 110,6 чоловіків;  на 100 жінок у віці від 18 років та старших — 113,2 чоловіків також старших 18 років.
Середній дохід на одне домашнє господарство  становив 46 538 доларів США (медіана — 35 250), а середній дохід на одну сім'ю — 42 530 доларів (медіана — 30 000). За межею бідності перебувало 25,4 % осіб, у тому числі 66,7 % дітей у віці до 18 років та 12,5 % осіб у віці 65 років та старших.
Цивільне працевлаштоване населення становило 52 особи. Основні галузі зайнятості: виробництво — 38,5 %, науковці, спеціалісти, менеджери — 15,4 %, освіта, охорона здоров'я та соціальна допомога — 15,4 %.